# Campeonato Sub-17 de la AFC 1998
El campeonato Sub-17 de la AFC 1998 fue la octava edición del torneo de fútbol a nivel de selecciones nacionales sub-17 más importante de Asia organizado por la Confederación Asiática de Fútbol y que sirvió como la eliminatoria al Mundial Sub-17 de 1999.
Tailandia venció en la final al anfitrión Catar para ser campeón continental por primera vez.

## Fase de grupos

### Grupo 1
| País            | G | E | P | GF | GC | Pts |
| --------------- | - | - | - | -- | -- | --- |
| Catar           | 3 | 1 | 0 | 9  | 3  | 10  |
| Tailandia       | 2 | 1 | 1 | 6  | 6  | 7   |
| Irak            | 2 | 0 | 2 | 9  | 4  | 6   |
| Corea del Norte | 2 | 0 | 2 | 5  | 6  | 6   |
| Irán            | 0 | 0 | 4 | 1  | 11 | 0   |

3-9-98
| Qatar | 4 - 0 | Irán |

4-9-98
| Irak | 3 - 0 | Corea del Norte |

5-9-98
| Irán | 1 - 2 | Tailandia |

6-9-98
| Catar | 3 - 2 | Corea del Norte |

8-9-98
| Tailandia | 3 - 2 | Irak |

| Corea del Norte | 1 - 0 | Irán |

9-9-98
| Catar | 1 - 0 | Irak |

10-9-98
| Tailandia | 0 - 2 | Corea del Norte |

11-9-98
| Irán | 0 - 4 | Irak |

12-9-98
| Tailandia | 1 - 1 | Catar |

### Grupo B
| País          | Pts | J | G | E | P | GF | GC |
| ------------- | --- | - | - | - | - | -- | -- |
| Baréin        | 9   | 4 | 3 | 0 | 1 | 9  | 6  |
| Corea del Sur | 9   | 4 | 3 | 0 | 1 | 8  | 6  |
| Japón         | 7   | 4 | 2 | 1 | 1 | 8  | 6  |
| Bangladés     | 2   | 4 | 0 | 2 | 2 | 4  | 7  |
| Omán          | 1   | 4 | 0 | 1 | 3 | 3  | 7  |

4-9-98
| Omán | 1 - 1 | Bangladés |

| Japón | 1 - 2 | Corea del Sur |

5-9-98
| Bangladés | 0 - 2 | Baréin |

6-9-98
| Corea del Sur | 1 - 0 | Omán |

7-9-98
| Baréin | 1 - 2 | Japón |

8-9-98
| Bangladés | 1 - 2 | Corea del Sur |

9-9-98
| Japón | 3 - 1 | Omán |

10-9-98
| Baréin | 4 - 3 | Corea del Sur |

11-9-98
| Japón | 2 - 2 | Bangladés |

12-9-98
| Baréin | 2 - 1 | Omán |

## Fase final

### Semifinales
15-9-98
| Qatar | 2 - 1 | Corea del Sur |

| Baréin | 0 - 6 | Tailandia |

### Tercer lugar
17-9-98
| Baréin | 5 - 1 | Corea del Sur |

### Final
17-9-98
| Tailandia | 1 - 1 (aet, 3 PK 2) | Catar |

## Campeón
| Campeonato Sub-17 de la AFC 1998 |
| -------------------------------- |
| Bandera de Tailandia             |
| Tailandia 1º Título              |

## Clasificados al Mundial Sub-17
| - Tailandia | - Catar |

### Playoff
Baréin al quedar en tercer lugar del torneo se enfrentó a Australia para determinar al último clasificado al mundial de la categoría.
14-8-99 en Canberra, Australia
| Australia | 2 - 1 | Baréin |

27-8-99 en Manama, Baréin
| Baréin | 0 - 1 | Australia |

Australia clasificó al ganar con marcador global de 3-1.